# Kōtō (Tokio)
Kōtō (江東区 Kōtō-ku?) es un barrio especial de la Metrópolis de Tokio, en Japón. En otros idiomas, es común que se autodenomine "Ciudad de Koto".  En 2008, la población era de 442.271 habitantes, con una densidad de 11.070 personas por km², en un área de 39,48 km².
Kōtō forma parte del área central de Tokio, y se localiza en la parte oriental de la misma, bordeado por los ríos Arakawa y Sumidagawa.  La sección occidental del barrio especial, era anteriormente parte del distrito de Fukagawa, en la antigua ciudad de Tokio. 

## Historia
El distrito sufrió considerables daños durante el terremoto de Kanto de 1923, además de haber sido bombardeado durante la Segunda Guerra Mundial. El barrio especial fue creada el 15 de marzo de 1947, con la fusión de los barrios de Fukagawa y Jōtō. 

## Distritos

Mapa de Kōtō y sus distritos

Hay 45 distritos en Kōtō:
- Aomi
- Ariake
- Botan
- Eitai
- Edagawa
- Echujima
- Fukagawa
- Fukuzumi
- Furuishiba
- Fuyuki
- Higashisuna
- Hirano
- Ishijima
- Kameido
- Kitasuna
- Kiba
- Kiyosumi
- Minamisuna
- Miyoshi
- Mori
- Morishita
- Monzennakacho
- Ogibashi
- Ojima
- Saga
- Sarue
- Sengoku
- Shiohama
- Shiomi
- Shinonome
- Shirakawa
- Shinoohashi
- Shin-Kiba
- Shinsuna
- Sumiyoshi
- Senda
- Takabashi
- Tatsumi
- Toyo
- Tokiwa
- Tomioka
- Toyosu
- Umibe
- Wakasu
- Yumenoshima

## Economía
Las sedes centrales de Daimaru Matsuzakaya Department Stores, Ibex Airlines, Fujikura, y Maruha Nichiro. se encuentran en Kōtō.
Sony opera el Centro de Empresas Ariake en Kōtō. El centro de radiofusión de WOWOW está también en esta zona.
Seta Corporation tenía su sede central en Kōtō.